# Les Anneaux de la Mémoire
Les Anneaux de la Mémoire est une association française créée en 1991 à Nantes. Elle a « pour fondement la valorisation des connaissances historiques, la défense de la diversité culturelle, l'ouverture au monde et le travail sur les mémoires, plus particulièrement sur les mémoires liées à l'esclavage et la traite négrière occidentale »

## Histoire

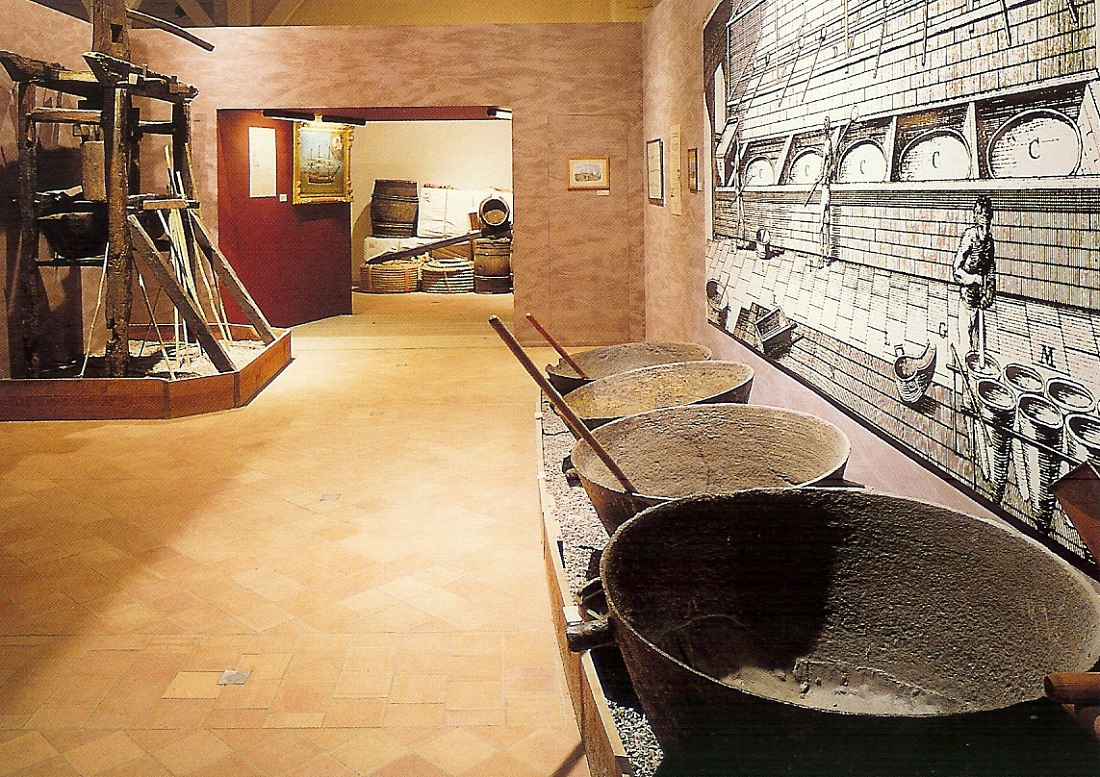
Salle de l'exposition consacrée au travail de la canne à sucre.

Entre fin décembre 1992 et 1994, cette association attire environ 400 000 visiteurs à l'exposition Les Anneaux de la Mémoire consacrée à « l'histoire de la traite et de l'esclavage colonial » qu'elle organise au château des ducs de Bretagne, à Nantes. Ce projet est né en 1989 « de la volonté de citoyens et de chercheurs de travailler de façon objective sur le passé nantais autour de la traite », ce groupe de travail créant par la suite l'association éponyme en 1991.
En 1994, l'association se rallie au collectif « Non à la réserve humaine » afin de dénoncer le traitement imposé à des figurants ivoiriens dans le village de Bamboula à Port-Saint-Père.
Depuis sa création, l'association Les Anneaux de la mémoire réalise des expositions et des ouvrages. Elle travaille, tant au niveau local qu'international, « à la transmission et à la vulgarisation de l'histoire de la traite pour donner des clés de compréhension des phénomènes sociaux de notre monde contemporain », par le biais de partenariats.
Depuis 1999, l'association édite et publie une revue scientifique en langue française, les Cahiers des Anneaux de la mémoire (CAM) sur les thèmes de la traite négrière, de l'esclavage et de leurs conséquences contemporaines.